# Nokia 6030
Le Nokia 6030 est un téléphone mobile créé par Nokia. Il est bi-bande (900-1800 MHz) avec un changement automatique entre les fréquences. Il est petit en taille avec une dimension de 104 × 44 × 18 mm et pèse 89 grammes. 
Ses points-clés comprennent son écran haute résolution à 65k couleurs, la possibilité d'envoyer et de recevoir des MMS, la technologie GPRS et le WAP 2.0 sont supportés, La possibilité de le brancher à l'ordinateur à travers un câble USB-mini, une radio FM intégrée, des sonneries MIDI ou MP3, sa compatibilité avec les applets en J2ME, ses coques  Xpress-on ou encore ses fonctions d'assistant personnel telles que son annuaire, le calendrier ou le rappel.
Il supporte le GPRS à 40 kilooctets par seconde et le Wireless Application Protocol 2.0 abrégé WAP. Un navigateur XHTML est intégré pour offrir plus de possibilités d'accès à l'internet mobile. L'annuaire peut contenir environ 300 contacts et le calendrier 500.
À travers le port USB, on peut ajouter des sonneries ou des jeux très rapidement. Nokia ne livre pas de câble USB ni de logiciels mais offre la possibilité de télécharger l'application sur son site web.
Il a un DAS de 0,70 W/kg.